# 嚴姓
嚴姓是中国的姓氏之一，其人口佔中国的0.3%左右，人口数目排名在100名上下。

## 起源
- 源自芈姓，春秋时期的楚国的第六位國君楚莊王，其後代以諡為姓，始有莊姓。東漢时因为漢明帝的名為「刘莊」，一些莊姓的人为了避讳而改姓和“莊”意义接近的“严”，比如隐居的莊光改為嚴光（严子陵）。这种改姓甚至还被追溯到已经故去的先人，如西汉的莊忌、莊助在史书中成了嚴忌、嚴助。

- 戰國時代時，秦國秦惠文王将弟弟樗里疾封於蜀郡嚴縣（今四川滎經縣），號為嚴君，人稱嚴君疾。故其後人以嚴為氏。

- 戰國時代時，韓國大夫嚴仲子後人以嚴為氏。

- 據《姓考》記載，古代有嚴國，國人以嚴為氏。

- 據《晉書》記載，五胡十六國時後燕有丁零人以嚴為氏。

- 少數民族中满、彝、白、土、錫伯、朝鲜等族皆有嚴姓，如云南大理喜洲镇的严家大院为白族严子珍所建。
- 嚴嵐 《我們可能沒有嘻哈》

## 延伸阅读
[在维基数据编辑]
 《百家姓》
 《欽定古今圖書集成·明倫彙編·氏族典·嚴姓部》，出自陈梦雷《古今圖書集成》